# 貝爾實驗

貝爾實驗合作團隊的識別標誌

貝爾實驗（Belle experiment）為世界上兩大B介子工廠之一，是一個國際合作的實驗計畫，使用日本高能加速器研究機構的KEKB加速器來進行CP對稱性破壞的研究。
貝爾實驗的名稱Belle由來，乃是因為此實驗的研究需要產生大量的B介子，而產生的來源是由電子（electron）與正電子（電子的鏡像反粒子，el）對撞生成的。
參與此實驗的研究團隊包含來自17個國家的超過400位物理學家與技術人員。

## 歷年發表的重要成果
- 2008年8月5日：發現三種新的介子。[1]
- 2007年11月9日：再觀測到新型態的介子。[2]
- 2007年8月13日：觀測到中性D介子混合震盪（英语：Neutral particle oscillation）現象。[3]
- 2007年3月2日：B介子衰變所顯現出來的量子力學效應，量子纏結現象的實證。[4]
- 2006年7月31日：觀測到伴隨微中子的B介子衰變過程。[5]
- 2005年6月30日：觀測到新型態B介子衰變過程：{\displaystyle b\to d}轉移（transition）。[6]
- 2005年3月1日：繼續發現新粒子：量子色動力學的新發展。[7]
- 2004年8月20日：逐步闡明CP對稱性破壞的現象。[8]
- 2003年11月14日：觀測到新型態的介子。[9]
- 2003年8月20日：實驗結果顯示新物理的徵兆。[10]

## 貝爾實驗相關的物理
貝爾實驗的研究包含了多樣化的物理過程。在之前所發表的期刊論文中，有著以下幾個重要的研究方向：
- B介子衰變中關於CP對稱性破壞之研究

關於解釋CP破壞的小林-益川模型進行精密量測的檢驗。
直接CP不守恆最早是在K介子的衰變系統下發現的，貝爾實驗於2001年觀測到首次不屬於K介子系統的間接CP不守恆。之後Belle實驗也在B介子系統下，觀測到直接CP不守恆的現象：
- {\displaystyle B^{0}\to \pi ^{+}\pi ^{-}}（2004年）
- {\displaystyle B^{0}\to K^{-}\pi ^{+}}（2004年）

貝爾實驗也透過{\displaystyle B\to DK,D\to K_{S}\pi ^{+}\pi ^{-}}這個衰變過程的達利茲（Dalitz）圖分析，量測了卡比博-小林-益川三角的{\displaystyle \phi _{3}}角。
同時關於卡比博-小林-益川矩陣的矩陣元素大小，也是眾多研究課題之一。
- {\displaystyle |V_{ub}|}
- {\displaystyle |V_{cb}|}

- B介子稀有衰變的研究

B介子衰變的過程中，間接偵測到可能的新型基本粒子的研究。貝爾實驗觀測到以下的幾個稀有衰變過程：
- {\displaystyle B\to K^{*}l^{+}l^{-}}
- {\displaystyle b\to sl^{+}l^{-}}

貝爾實驗也觀測到{\displaystyle b\to d}跨兩個夸克世代的稀有衰變。（CKM矩陣的陣列元素即衰變強度，每跨一個世代會有{\displaystyle \lambda }倍的抑制）
- B介子以外的D介子、以及τ輕子衰變的研究

B介子工廠大量的B介子衰變過程中，相關基本粒子衰變的詳細研究。
貝爾實驗觀測到{\displaystyle B\to \tau \nu }衰變，也發現了稱之為X(3872)的新型基本粒子。
- 新型態重子的產生之研究

尋找可能由四個夸克所構成的新粒子，以及由五個夸克形成的五夸克粒子。
- 雙光子產生過程的研究

光子結構函數的研究。

## KEKB加速器
凱克畢加速器（即位於KEK的B介子工廠）的前身為1986年完成的崔斯特對撞型加速器（全名為Transposable Ring Intersecting Storage Accelerator in Nippon，即日本可轉移對撞型儲存環加速器）。此乃日本文部省高能物理學研究所耗資870億日圓，費時五年所開發的環形對撞加速器，主要目標之一在於尋找頂夸克。但頂夸克的質量遠大於原先理論學家的預期，超過此加速器的原始設計，最後被美國費米實驗室的加速器發現。KEKB沿用了原先崔斯特加速器的地下隧道，耗資380億日圓進行偏轉聚焦磁鐵、束流管與超導高頻加速空腔（Cavity）的升級改裝工作，並於1998年完成開始運轉。KEKB是一個以8.0 GeV能量的電子束與3.5 GeV的正子束對撞的非對稱型加速器，由磁鐵與加速空腔包覆的兩個週長3公里的儲存環組成。在其非對稱式對撞能量的設計下，所產生的B介子對具有0.425羅倫茲推升（boost），使得B介子衰變時間相關的實驗量測成為可能。在最近的一次升級計畫中，KEKB加入了蟹形加速空腔，希望能進一步提昇亮度但未如預期，因此仍在校調當中。KEKB仍是目前（2009年6月）世界上，亮度最高的加速器，最新的世界紀錄為{\displaystyle 2.11\times 10^{34}{\text{cm}}^{-2}{\text{s}}^{-1}}，積分亮度超過950 fb-1。Belle實驗在KEKB加速器，紀錄了相當於超過六百多萬個在對撞點產生的B介子對。
Belle實驗大多數的數據，是在KEKB加速器於Υ介子的4S共振態下所擷取的，Υ介子的此共振態幾乎會完全衰變為一對B介子。為了背景事例分析，與特殊實驗目的的需要，KEKB也可以在偏離Υ(4S)共振態下運作。其中於Υ(3S)共振態提供了暗物質與希格斯玻色子相關的研究，而Υ(5S)共振態的數據則可以進行
B
s
B
s介子對的衰變分析。

## 貝爾偵測器

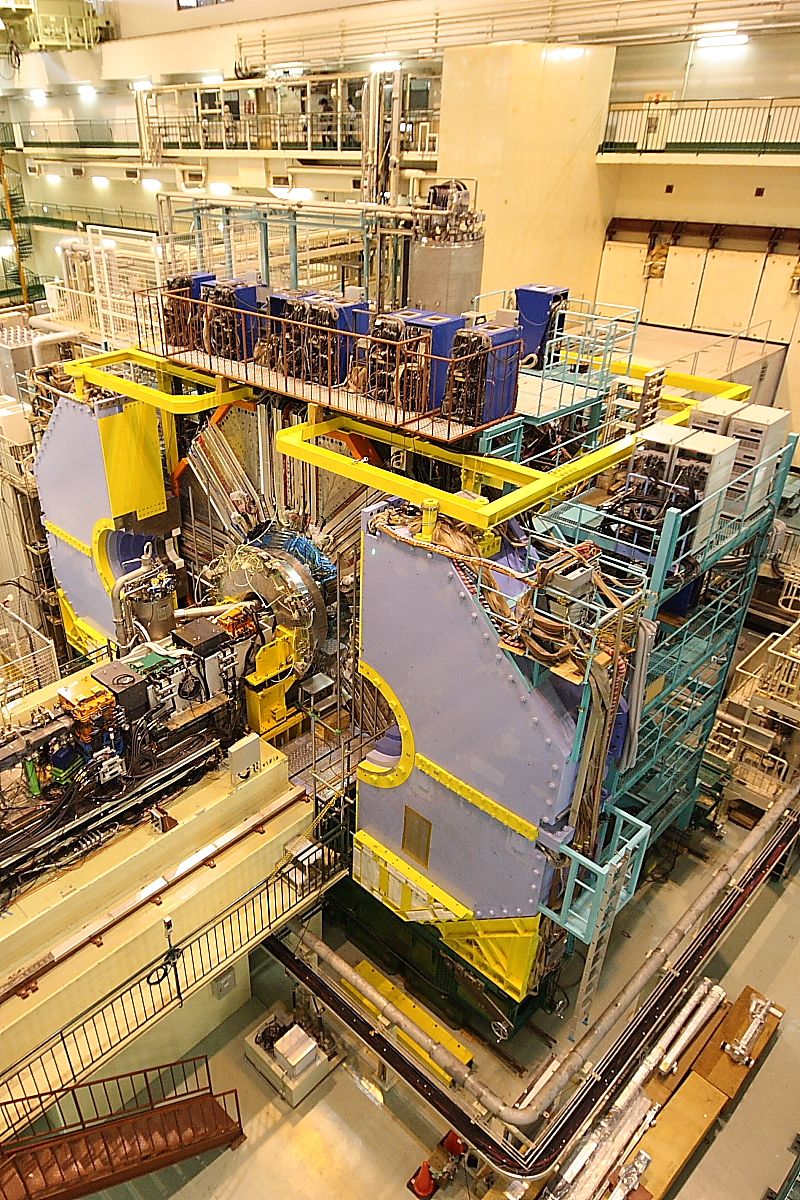
貝爾偵測器

貝爾偵測器位於KEKB加速器圓環束流管上的一個對撞點，其所在的實驗大樓稱作是筑波實驗室，為一上兩層樓、地下四層樓的建築。該偵測器的大小約為8m x 8m x 8m（即約三層樓高的立方體），重量約為1,500公噸，紀錄電子與正子對撞後，各式各樣的物理反應過程。
貝爾偵測器是一個通用型的偵測器，包含了以下數個子偵測器：（依序由中心到最外層）
- 前置量能器（Extreme Forward Calorimeter）
- 矽頂點偵測器（Silicon Vertex Detector）
- 中央漂移室（Central Drift Chamber）
- 契忍可夫計數器（Aerogel Cherenkov Counter）
- 飛時計數器（Time of Flight）
- 碘化銫（CsI）電磁量能器（Electromagnetic CaLorimeter）
- K介子與緲子偵測器（K Long and Muon Detector）

經由這些子偵測器，在對撞點所產生的粒子衰變資訊，將巨細靡遺地被紀錄下來。其中，由SVD與CDC可以得知帶電粒子的軌跡進而推算出其動量，而量能器則可以量測電子與光子的能量，最外層的KLM可以作為緲子鑑別器。貝爾偵測器有一項特別的偵測器，是使用了契忍可夫輻射（Cerenkov Radiation）的原理，以氣凝膠構成的偵測器，可以通過Pi介子與K介子發光的有無，判定以數十億電子伏特高速通過的粒子種類。而其他B介子工廠所沒有的前置量能器，則提供了即時的加速器亮度資訊。

## 貝爾實驗識別標誌
貝爾實驗團隊的識別標誌，是由一個黃色的字母B在藍色的背景上所構成的。此乃因為貝爾實驗的研究對象是B介子的衰變。而這個字母B實際上是由一個字母e與另一個鏡像的e組成的，這是代表了KEKB加速器是以電子與正子（電子的反粒子）對撞，來產生B介子的。而下方的BELLE是Belle實驗的英文名稱，但是其實正確的寫法應該是Belle而不是全部大寫字母的BELLE。另一個可以注意的是，這個字母B所構成的兩個字母e的大小不同，是代表了KEKB加速器的非對稱式能量設計。但是，實際上KEKB加速器內對撞的電子能量較高（8 GeV），而正子能量較低（3.5 GeV），剛好與組成字母B的兩個正反字母e大小相反。

## B-Lab
B-Lab（ビー・ラボ）是一個讓一般高中生參與，了解物理學家如何發現新粒子為目的的科學營活動。參加B-Lab活動的高中生，由高能加速器研究機構的研究人員指導，使用一小部份Belle實驗的真實數據，來進行數據分析的工作。如果真的因此發現了新粒子，參加活動的學生，將可以留名在Belle實驗的偵測器上。（不過目前還沒有同學有發現未知粒子）為了讓參加的高中生能夠更快地進入狀況，數據分析的工具不同於一般的研究人員使用Linux作業系統下的ROOT或PAW，而是使用Windows版的ROOT程式來進行。

## Belle Plus
以高中生為對象，不定期舉辦的基本粒子科學營。目的是讓一般的高中生可以體驗，在Belle實驗進行研究工作的科學家之研究生活。科學營的活動內容包含了有分析軟體撰寫的課程，以及硬體設計製作有關的活動。

## 諾貝爾物理學獎
2008年十月七日瑞典皇家科學院公佈了2008年諾貝爾物理學獎的得主，其中之一即為前KEK基本粒子原子核研究所長（IPNS, Institute of Particle and Nuclear Studies）小林誠。同時，皇家科學院也強調了貝爾實驗在於其有關CP破壞的理論驗證上，扮演重要且關鍵的角色。也因此，KEKB加速器與貝爾偵測器於2010年至2013年的升級計劃，得以獲得KEK機構內部的支持，而正式提交給日本政府審核。

## 未來升級計畫
貝爾實驗團隊，目前正提出Belle II的升級企劃案於日本政府審核中。該計畫將以100倍於目前的加速器亮度，產生更多的B介子，做更精確的物理測量。

## 外部連結
- 高能加速器研究機構諾貝爾獎特集（英文/日文）
- Belle實驗（页面存档备份，存于）（英文/日文）
- B Lab（页面存档备份，存于）（日文）
- Belle Plus（页面存档备份，存于）（日文）